# بيل شنايدر
وليام (بيل) شنايدر (بالإنجليزية: Bill Schneider)‏؛ (8 أكتوبر 1944 -) هو صحفي ومحلل سياسي أمريكي يشغل منصب كبير المحللين السياسيين في سي إن إن ومنصب «زميل كبير متميّز ودارس مقيم» بالمؤسسة البحثية الطريق الثالث التي تقع في واشنطن العاصمة. ويشغل شنايدر أيضا أستاذا في كلية السياسة العامة في جامعة جورج ماسون.

## النشأة والمسيرة المهنية
ولد وليام شنايدر في 8 أكتوبر 1944 وحاز على شهادة جامعية من جامعة براندايس ودكتوراه في العلوم السياسية من جامعة هارفارد ودرّس فور ذلك فيها وتحديدا في قسم الإدارة الحكومية. وكان أستاذا زائرا في السياسة الأمريكية في كلية بوسطن من 1990 إلى 1995. وأصبح أستاذا زائرا متميزا في جامعة براندايس في 2002. في الليل يدرّس السياسة العامة في كلية السياسة العامة في جامعة جورج ماسون.

## الجوائز والتقدير
- دكتوراه فخرية في الآداب الإنسانية، جامعة براندايس، 2008
- الميدالية المائوية، كلية الآداب والعلوم، جامعة هارفارد، 2003
- جائزة جوليان بي كانتر للتميز في التلفزيون، الجمعية الأمريكية للمستشارين السياسيين، 2001
- جائزة الفخر، جامعة براندايس
- جائزة إنجاز الخريجين، جامعة براندايس
- جائزة من المؤسسة الدولية للأنظمة الانتخابية
- جائزة إيمي
- جائزة بيبادي
- ضمن قائمة ال50 صحفيا في واشنطن الأكثر تأثيرا، مجلة واشنطنيان

## مؤلفاته
- كيف يحكم الناس أمريكا (ولماذا لا يصدقونها)، سايمن آند شاستر، 2011
- هوّة الثقة: الأعمال والعمال والحكومة في الذهن العام، (بمشاركة سيمور مارتن ليبست)، 1987

## وصلات خارجية
- سيرة بيل شنايدر في موقع جامعة جورج ماسون جامعة جورج ماسون
- سيرة بيل شنايدر في موقع مؤسسة الطريق الثالث الطريق الثالث
- مقالات بيل شنايدر في هافنغتون بوست